# Henri-Jean Martin
Henri-Jean Martin (París, 16 de enero de 1924 - París, 13 de enero de 2007) fue un bibliotecario e historiador francés especializado en la historia del libro.
Desde 1947 trabajó en la Biblioteca Nacional de Francia y entre 1958 y 1962 fue investigador en el Centre National de la Recherche Scientifique. Dirigió entre 1962 y 1970 la biblioteca municipal de Lyon.
Desde 1963 enseñó en la École Pratique des Hautes Études y desde 1970 en la École Nationale des Chartes.

## Obras
- L’Apparition du livre, con Lucien Febvre, París, 1958
- Livre, pouvoirs et société à Paris au XVIIe siècle (1598–1701), París y Ginebra, 1969
- Histoire de l’édition française (dirección con Roger Chartier), París, 4 volúmenes, 1983-1986, 2ª ed. 1989-1991
- Le Livre français sous l’Ancien Régime, París, 1987
- Histoire et pouvoirs de l’écrit, París, 1988, 2ª ed. 1996
- Historia y poderes de lo escrito, Ediciones Trea, S.L.,Colección LETRAShistoria, primera edición en español: noviembre de 1999, Gijón
- La aparición del libro, Uteha, México, 1962

- Datos: Q922350